# A Change Is Gonna Come
«A Change Is Gonna Come» (un cambio vendrá) es un sencillo de 1964 del compositor y cantante de soul Sam Cooke, escrita y grabada en 1963 bajo el sello RCA Victor poco antes de su muerte a finales de 1964. Aunque supuso un éxito modesto para Cooke en comparación con sus sencillos anteriores, el tema ejemplificó como pocos el Movimiento por los derechos civiles en Estados Unidos de la década de los sesenta. Con el tiempo, la canción ha ganado en popularidad y aceptación crítica.

## Concepción

### Orígenes
Emocionado por el tema de Bob Dylan "Blowin' in the Wind" de 1963 y sorprendido [cita requerida] por el hecho de que una canción tan punzante con el tema del racismo en América viniera de un compositor blanco, tras hablar con manifestantes de Durham, Carolina del Norte al término de uno de sus conciertos, Cooke se dirigió a su autobús y compuso el primer boceto de lo que más tarde se convertiría en "A Change Is Gonna Come". La canción también refleja gran parte del tormento interior de Cooke. Conocido por su imagen siempre respetable y sus canciones desenfadadas, como "You Send Me" and "Twistin' the Night Away", sentía desde hacía tiempo la necesidad de tratar la situación de discriminación y racismo en Estados Unidos, especialmente en los estados del sur. Sin embargo, su imagen y su miedo de perder a su gran base de fanes blancos impidieron que se centrara en este tema con anterioridad. 
El tema, sin duda una apertura de miras para Cooke en términos compositivos, refleja dos acontecimientos significativos en su vida. El primero es la muerte de su hijo de dieciocho meses, Vincent, quien se ahogó accidentalmente en junio de ese mismo año. El segundo acontecimiento se produce el 8 de octubre de 1963, cuando Cooke y su grupo fueron arrestados por perturbación del orden público al intentar registrarse en un hotel "whites only" (sólo para blancos) de Shreveport, Louisiana. Ambos incidentes son relatados en el tema a través de un tono cansado, especialmente en el verso final There have been times that I thought I couldn't last for long/but now I think I'm able to carry on/It's been a long time coming, but I know a change is gonna come. (En ocasiones pensé que no aguantaría demasiado/pero ahora creo que tengo las fuerzas necesarias para continuar/Hace mucho tiempo que está a punto de llegar, pero ahora sé que un cambio se aproxima).

### Grabación
Después de quedarse en las libretas de Cooke durante los meses de gira, el 21 de diciembre de 1963 se grabó "A Change Is Gonna Come" en los estudios RCA en Los Ángeles, California, durante las sesiones para el álbum de 1964 Ain't That Good News.
Según Peter Guralnick, autor de la biografía de Cooke "Dream Boogie", Cooke dio al arreglista Rene Hall libertad total para los arreglos musicales de la canción. Hall introdujo un fondo orquestral dramático, ensalzado por las notas de una trompa. Para las voces, Cooke volvió a sus raíces gospel para cantar con una intensidad y pasión desconocidas en sus anteriores grabaciones pop.

## Recepción

### Lanzamiento
El tema hizo su aparición en Ain't That Good News, último álbum que se lanzaría de Cooke en vida. El LP funcionó correctamente, llegando a la posición 34 del Billboard 200, obteniendo más éxito el LP previo Night Beat (1963).
Sin embargo, Cooke y su nuevo mánager, Allen Klein, pensaron que la canción merecía mayor exposición. Según el libro de Guralnick, Klein persuadió a Cooke para cantar "A Change Is Gonna Come" en su aparición en el The Tonight Show del 7 de febrero de 1964. Cooke cantó el tema, pero desgraciadamente, cualquier impacto fue atenuado por la actuación histórica de los Beatles en el The Ed Sullivan Show dos días antes. Para mayor desacierto, NBC no guardó la cinta con la actuación de Cooke, por lo que nunca se utilizó para futuras colecciones. RCA Records había sustituido "Change" como primer sencillo por los temas "Good Times" and "(Ain't That) Good News". Pero la compañía publicó la canción como sencillo a finales de 1964, como cara B de su último hit potencial "Shake." En una de sus últimas sesiones de grabación, Cooke aprobó una edición del tema que la reducía en 30 segundos, aumentando así las posibilidades de emisión en las radios americanas. 
Cuando al final se le prestó la atención que merecía, "A Change Is Gonna Come" se convirtió en un éxito entre la comunidad negra, y fue adoptada como himno de las protestas por los derechos civiles en curso. 

### Legado
A pesar de obtener un éxito moderado en ventas, "A Change Is Gonna Come" fue adoptada como uno de los himnos del Movimiento por los derechos civiles en Estados Unidos y se la considera como la mejor composición de Cooke. Con el paso de los años, el tema ha conseguido mayor aceptación y elogios, y en 2005 fue incluida en la posición número 12 de la lista de Las 500 mejores canciones de todos los tiempos, confeccionada por la revista musical Rolling Stone.
Desgraciadamente, los problemas legales la han perseguido desde su lanzamiento. Una disputa entre ABKCO, editor musical de Cooke, y la discográfica RCA Records apartó la grabación del mercado durante más de cuatro décadas. Aunque el tema aparece en la película de 1992 Malcolm X, no se incluyó en su banda sonora. En 2003, las disputas se solucionaron y el tema pudo ser incluido en la versión remasterizada de Ain't That Good News, así como en la antología de Cooke Portrait of a Legend. 
"A Change Is Gonna Come" fue precursora de numerosos sencillos socialmente conscientes que aparecieron con posterioridad, entre los que se incluyen el "What's Going On", de Marvin Gaye. Al Green, un confeso fan de Cooke, realizó en 1996 una versión de este tema para el concierto apertura del Rock and Roll Hall of Fame en Cleveland, Ohio. 
Otros artistas notables que han versionado este tema son Everlast, Cory Wells, Bob Dylan, Greta Van Fleet, Aretha Franklin, The Band, Wayne Brady, Billy Bragg, Solomon Burke, Terence Trent D'Arby, Gavin Degraw, the Fugees, the Cold War Kids, The Gits, Deitrick Haddon, Prince Buster, Morten Harket, The Neville Brothers, Ben Sollee, Johnny P, Billy Preston, Bill Frisell, Otis Redding, Leela James, Tina Turner, y The Supremes. Arcade Fire ha utilizado la canción para apoyar la candidatura de Barack Obama a la presidencia de Estados Unidos. También se ha utilizado como sample por los raperos Ghostface Killah (1996), Ja Rule (2003), Papoose (2006), Lil Wayne (2007) "Long Time Coming (remix)" y Nas. 
Recientemente, el cantante Seal ha realizado también una versión de este tema para su álbum Soul. Otros artistas de reconocido prestigio internacional, como los cantantes Beyoncé, Beth Hart y Brian y Thomas Owens, han interpretado versiones de gran calado en el género, haciendo resurgir uno de los temas que daría origen en su día a la música soul.
Tras ganar las elecciones presidenciales de 2008, Barack Obama se refirió a la canción en un encuentro en Chicago con sus seguidores, a través de sus palabras "It's been a long time coming, but tonight, change has come to America."
La cantante canadiense Celine Dion interpretó este tema en 2019, como parte del tributo que se brindó a la cantante Aretha Franklin en un acto transmitido en directo por CBS y titulado Aretha! A Grammy Celebration For The Queen of Soul.

## Historial en las listas de éxitos (versión de Sam Cooke)
| Año  | Lista               | Posición |
| ---- | ------------------- | -------- |
| 1965 | Black Singles Chart | #9       |
| 1965 | Pop Singles Chart   | #35      |

## Créditos
- Compuesta por Sam Cooke.
- Producida por Hugo Peretti y Luigi Creatore.
- Instrumentación a cargo de Rene Hall (arreglos y dirección de orquesta), Larry Hilton, y Earl Palmer (batería).
- Sonido por David Hassinger